# Papelón
Papelón é uma cidade venezuelana, capital do município de Papelón.
Este nome é oriundo de uma instituição local fundada em 1977, Productos de Papel de Cooperación, que se destacou em atividades sociais e fazia a transformação de papel e papelão em produtos diversos, ajudando assim a população mais carente.
Em Homenagem a Pablo Hernandes, seu fundador, o decreto lei de 1980 mudou o nome anterior da cidade de Constancia para a atual Papelón.